# 中国驻圣保罗总领事馆
中华人民共和国驻圣保罗总领事馆（葡萄牙語：Consulado-Geral da República Popular da China em São Paulo），简称中国驻圣保罗总领事馆，是中华人民共和国派驻巴西圣保罗州圣保罗的最高级别外交机构。领区包括圣保罗州、巴拉那州、圣卡塔琳娜州、南里约格朗德州。驻圣保罗总领事馆兼辖对未建交国巴拉圭的相关事务。